# Oiva Lohtander
Oiva Orvo Arvid Lohtander, född 15 april 1942 i Filpula, är en finländsk skådespelare, regissör och dramaturg. 
Lohtander genomgick teaterskolan 1962–1965, varefter han spelade vid Finlands nationalteater i Helsingfors och Tammerfors arbetarteater. År 1971 anställdes han vid Yle TV1 som skådespelare, dramaturg och regissör. För sin roll i Jari Halonens film Joulubileet (Julfesten) 1996 erhöll han en Jussistatyett, och rollen som kommissarie Jansson i tv-serien Raid gav honom ett Venlapris 2001. Viktigare regiarbeten för tv är Tuomio (Domen) 1970, Rautapää Kaarle 1970 och Murhataanpa Bobrikov (Låt oss mörda Bobrikov) 1996. Inför riksdagsvalet 2007 väckte en av Finlands Fackförbunds Centralorganisation (FFC) bekostad tv-reklam, i vilken Lohtander spelade en frossande kapitalist, stor uppseende.